# Ludmiła Bułdakowa
Ludmiła Stiepanowna Bułdakowa, z domu Mieszczieriakowa (Людмила Степановна Булдакова, z d. Мещерякова, ur. 25 maja 1938 w Leningradzie, zm. 8 listopada 2006 w Moskwie) – radziecka siatkarka. Trzykrotna medalistka olimpijska.
W reprezentacji Związku Radzieckiego grała w latach 1955–1972, pełniła funkcję kapitana zespołu. Oprócz trzech medali olimpijskich – złota na IO 1968 i 1972, srebra na 1964 – sięgnęła po cztery medale mistrzostw globu: złoto na MŚ 1956, MŚ 1960 i MŚ 1970 oraz srebro na MŚ 1962. Trzykrotnie zostawała mistrzynią Europy (1958, 1967, 1971, srebro w 1955). W rozgrywkach klubowych grała w zespole z Kowna, w 1956 została zawodniczką Dinamo. Z moskiewskim zespołem była mistrzynią ZSRR w latach 1960, 1962, 1970–1973. W 1961, 1965, 1968–1972, 1974 triumfowała w Pucharze Europy. W 2012 roku została nominowana do amerykańskiej galerii siatkarskich sław – Volleyball Hall of Fame. Na gali obecna była jej córka, Tatiana, która w jej imieniu odebrała pamiątkową tablicę.

## Kariera
Ludmiła Meszczeriakowa Bułdakowa treningi rozpoczęła w 1952 roku w Kownie. Jej pierwszym trenerem był Agustin Karkauzakas. Początkowo nie wiązała przyszłości ze sportem. Zespół z Kowna, w którym występowała Meszczeriakowa, zdobył mistrzostwo kraju juniorów. W następnym sezonie została przeniesiona do drużyny seniorów, a gdy miała 17 lat została zaproszona do Dynama Moskwa i reprezentacji ZSRR. W latach 1955–1972 pełniła funkcję kapitana drużyny narodowej.
Na Letnich Igrzyskach Olimpijskich 1964 po raz pierwszy w historii w programie olimpijskim znalazła się siatkówka kobiet. O złotym medalu zadecydował mecz pomiędzy reprezentacjami Japonii i ZSRR. Japonki zwyciężyły 3:0. Żeńska siatkówka tamtych lat to wieloletnia walka wszystkich szkół siatkarskich świata przeciwko jednej – japońskiej. Twarda, taktycznie elastyczna, z doskonałą linią obrony, reprezentacja Japonii złożona z zawodniczek z klubu Rising Sun zrobiła na Bułdakowej wrażenie. Po igrzyskach trener ZSRR, Giwi Achwledani, zdecydował się na przesunięcie Bułdakowej, grającej jako skrzydłowa, na rozegranie.
Na igrzyskach w 1968 w Meksyku radzieckie siatkarki wygrywały wszystkie swoje mecze i sięgnęły po złoto. W 1972 roku drużyna Związku Radzieckiego obroniła tytuł. Finałowy mecz z reprezentacją Japonii był ostatnim, który Bułdakowa rozegrała w swojej karierze.
Ludmiła Bułdakowa zmarła w listopadzie 2006 roku. W maju 2007 r. federacja rosyjska ustanowiła nagrodę imieniem Ludmiły Bułdakowej, którą otrzymuje najlepsza zawodniczka sezonu rosyjskiej superligi kobiet.
Jej mężem był wioślarz Igor Bułdakow.